# Glandă salivară parotidă
Glanda parotidă este una dintre cele 3 glande salivare, situate dedesubtul urechilor, de o parte și de alta a mandibulei.

## Funcții
Glanda parotidă, prin intermediul canalului lui Stenon, secretă saliva în cavitatea bucală. Saliva produsă de parotidă are un caracter slab bazic, și conține amilază, enzime, precum și imunoglobuline.

## Anatomie
Glanda parotidă reprezintă cea mai mare glandă salivară, având o greutate de până la 30 g.

## Afecțiuni
- Oreion;
- Sindromul Sjögren.

### Tumori parotidiene
Aproximativ 75% din tumorile glandelor salivare apar la glanda parotidă, 85% dintre acestea însă fiind de natură benignă incidența afecțiunii fiind de 1,5–3 cazuri/100 000 în populația generală europeană. Ele sunt cauzate cel mai des de expunere la radiații și fumat. 
Adenoma pleomorfică este cea mai deasă formă benignă (aproximativ 90 %), fiind cel mai des întâlnită la femei (60%). 
Altă formă benignă este Tumoarea Warthin, întâlnită mai ales la bărbați. Tumorile maligne sunt ceva mai rare, cea mai deasă formă fiind carcinoma mucoepidermoidă. Unica cale pentru a determina dacă o tumoare este malignă este prin intermediul biopsiei. 
Tratarea lor se face prin extirparea chirurgicală a glandei, precum și prin terapie cu radiații.
Tratamentul chirurgical al tumorilor parotidiene este uneori dificil, pe de o parte din cauza raporturilor anatomice din loja parotidiană cu nervul facial, dar și prin prisma potențialului crescut de recidivă postoperatorie. Astfel, depistarea în stadiile timpurii a unei tumori de glandă parotidă este extrem de importantă în ceea ce privește prognosticul postoperator.
Tehnica operatorie este laborioasă, impunând exigențe de ordin fizionomic și funcțional, realizându-se uneori cu dificultate, din cauza recidivelor și tratamentelor anterioare incomplete, realizate în cadrul altor specialități de graniță. 